# خاتون بخارا
خاتون بخارا (خوتک خاتون) اولین و تنها فرمانروای زن و ملکه بخارا خدایان بود. آورده‌اند که وی سی سال حکومت کرده‌است.
نقل شده‌است که وی نیکوکار و خوب‌رو بوده‌است.

## حکومت
پس از مرگ شوهرش بیندو، به دلیل اینکه پسرش خردسال بود خاتون به سلطنت رسید؛ البته مدت‌ها بعد طغشاده پسرشان نیز به فرمانروایی رسید.
ابوبکر محمد نرشخی دربارهٔ سلطنت خاتون می‌نویسد:
ملکه به واسطه خردسال بودن فرزندش طغشاده، نایب‌السلطنه شد؛ زیرا همسرش بندون، فرمانروای بخارا فوت کرده بود و ملکه به نیابت سلطنت رسید.
آورده‌اند که وی سی سال با اقتدار حکومت کرد.